# Aleuron prominens
Aleuron prominens là một loài bướm đêm thuộc họ Sphingidae. Nó được Walker miêu tả năm 1856. Nó được tìm thấy ở Brasil.
Mỗi năm loài này có thể có nhiều thế hệ.
Ấu trùng ăn Doliocarpus dentatus và Curatella americana, but probably also feed on other Dilleniaceae.